# Canal du Nord (France)
Pour les articles homonymes, voir Canal du Nord.
Le canal du Nord est un canal de jonction reliant la vallée de l'Oise au canal Dunkerque-Escaut. Il possède deux biefs de partage alimentés par pompage depuis l'Oise et l'Aisne, et reçoit également les excédents de la Somme à hauteur d’Épénancourt. Imaginé vingt ans après le plan Freycinet pour promouvoir un gabarit de navigation supérieur au canal de Saint-Quentin, sa construction, amorcée en 1913, a été interrompue par les deux guerres mondiales et les difficultés économiques de l'entre-deux-guerres. Il a été finalement ouvert à la navigation en 1965.

## Histoire

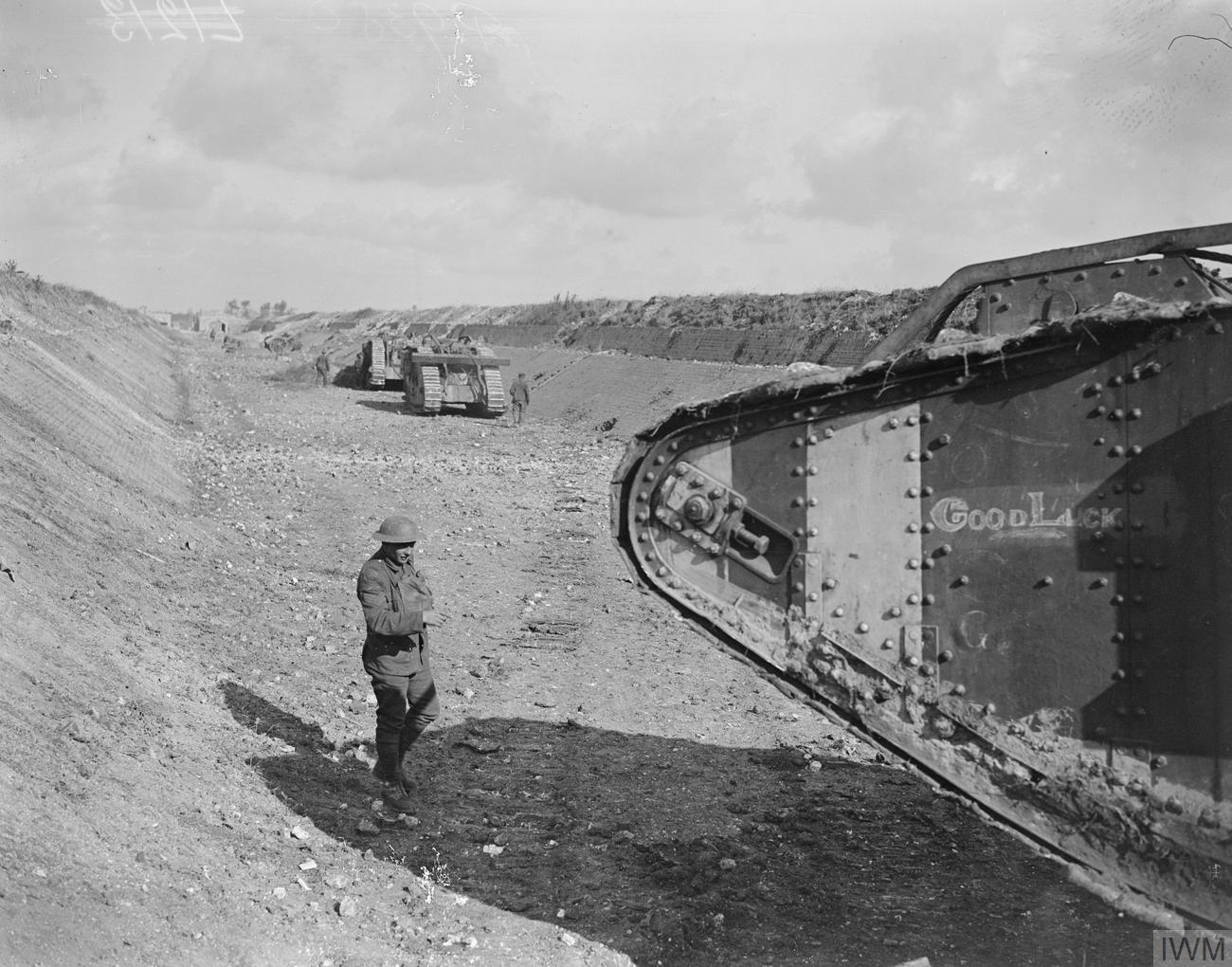
Tranchée du canal pendant la bataille de 1918.

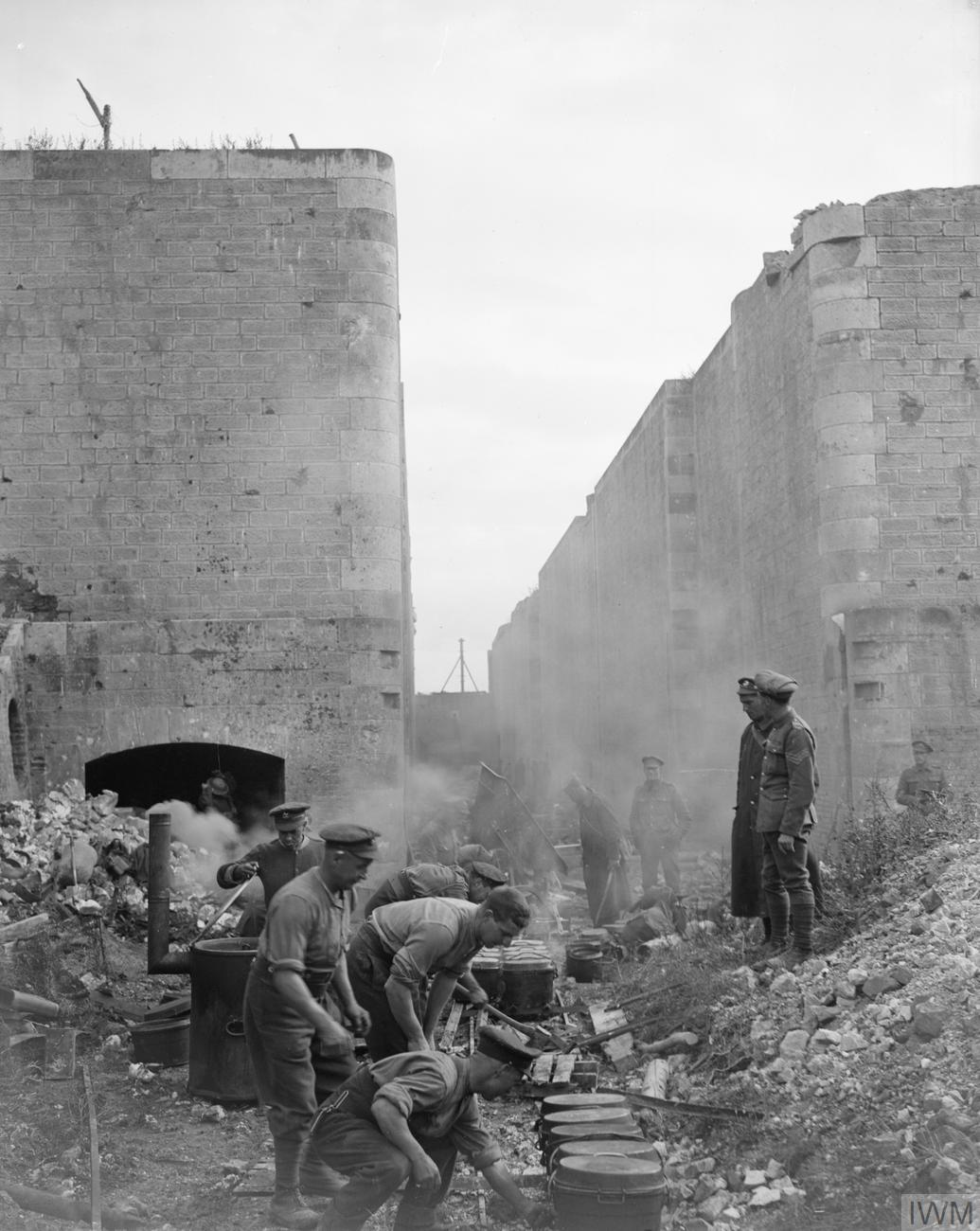
Troupes canadiennes à côté d'une écluse du canal inachevé en 1918.

Avant la construction du canal du Nord, le canal de Saint-Quentin était la seule voie navigable entre le bassin de la Seine et le nord de la France. Le développement du bassin houiller du Nord et de la consommation de charbon de la région parisienne accrut le trafic du canal de Saint-Quentin. En prévision de sa saturation, le Comité des Houillères du Nord et du Pas-de-Calais proposa la construction d’un nouveau canal qui fut compris dans le plan Freycinet de 1878 de rénovation du réseau navigable et de construction de voies ferrées.
Le 23 décembre 1903, le gouvernement décida sa construction qui débuta en 1908, avec une contribution financière des compagnies minières du tiers des dépenses.
Le canal qui aurait été accessible aux péniches de 300 tonnes, aurait diminué le coût de transport de 30 %.
Au début de la Première Guerre mondiale, la construction était en bonne voie. Les  ¾  des terrassements étaient effectués, 11 écluses construites ainsi que la totalité des ponts. Le percement des souterrains était également avancé. Les combats de la Première Guerre mondiale détruisirent ces travaux, particulièrement ceux de la bataille du canal du Nord du 27 septembre au 1er octobre 1918.
Le projet resta en suspens pendant la période de l'entre-deux-guerres et jusqu'à la fin des années 1950 où la croissance du trafic le fit apparaître nécessaire.
Sa construction fut entreprise sur un gabarit plus large que celui décidé avant 1914 et il fut ouvert en 1966.

## Parcours et communes traversées

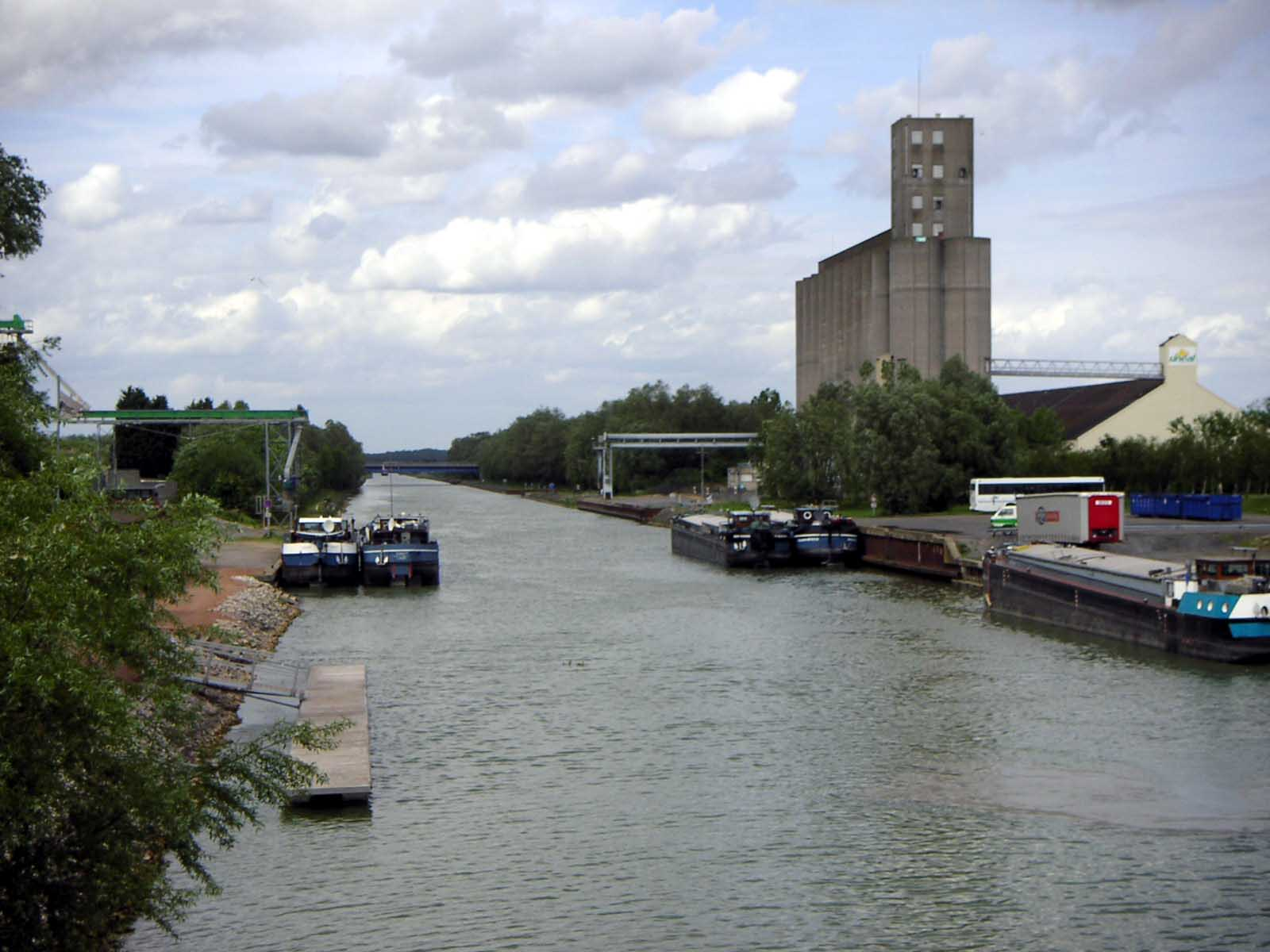
Le port de Marquion sur le canal du Nord.

### Parcours
Le canal du Nord vient s'embrancher sur le canal Dunkerque-Escaut par le canal de la Sensée, au port fluvial d’Arleux, et établit une connexion fluviale avec le canal latéral à l'Oise à Pont-l’Évêque, non loin de Noyon.
D'une longueur de 95 km, il compte 19 écluses — au gabarit : 91 m × 5,70 m — et deux biefs de partage :
- celui du souterrain de Ruyaulcourt au nord, d'une longueur de 4,35 km. Le dénivelé entre Arleux et ce bief, de 40 m, est rachetée par sept écluses, tandis que la descente vers la vallée de la Somme, de 28 m, emploie cinq écluses ;
- celui du tunnel de la Panneterie (long de 1,10 km). Le dénivelé entre la vallée de la Somme et ce bief est de 13 m et est rachetée par trois écluses, tandis que la descente vers la vallée de l'Oise au sud est de 22 m franchis en quatre écluses.

Sa section centrale emprunte le canal de la Somme de Péronne à Voyennes sur 20 km environ. Ce tronçon a donc été élargi et mis au gabarit du canal du Nord.

#### Souterrain de Ruyaulcourt
Ce tunnel fluvial, long de 4 350 m, permet de franchir le seuil du Cambrésis. Il est doté d'une gare centrale de 1 150 mètres en son centre permettant le croisement de bateaux. En France, il est le seul à posséder cet aménagement. Le poste de commande se trouve à la tête nord du passage souterrain, et la surveillance de l'ouvrage se fait par un éclairage continu et des caméras. Des bornes décamétriques dans le tunnel donnent la distance à l'entrée nord : de la borne 166 à la borne 269. Le dépassement (« trématage ») des bateaux y est interdit. Il y a une banquette permettant la circulation des piétons de chaque côté mais celles-ci sont fermées au public depuis 2009. À la verticale de Ytres, un puits de 40 mètres de profondeur et 5 mètres de diamètre a été creusé. Équipé d'un ventilateur, il se situe au niveau de la borne 219. À la borne 276, se trouve un puits d'évacuation menant par des escaliers aux deux banquettes de circulation.

### Départements et communes traversées (du Nord au Sud)

#### Nord
Département du Nord : Arleux.

#### Pas-de-Calais
Département du Pas-de-Calais : 
Palluel, 
Sauchy-Cauchy, 
Marquion, 
Sains-lès-Marquion.

#### Nord
Département du Nord : Mœuvres.

#### Pas-de-Calais
Département du Pas-de-Calais : 
Graincourt-lès-Havrincourt, 
Hermies, 
Ruyaulcourt, 
Ytres.

#### Somme
Département de la Somme :
Étricourt-Manancourt,
Moislains,
Allaines et son lieu-dit Feuillaucourt,
lieu-dit Halles sur la commune de Péronne (Subdivision de Péronne),
Épénancourt,
Pargny,
Béthencourt-sur-Somme (jonction avec le canal de la Somme),
Rouy-le-Grand,
Rouy-le-Petit,
Nesle, Languevoisin-Quiquery, Hombleux, 
Breuil,
Buverchy, Ercheu, en suivant les cours de l'Ingon et du Petit Ingon.

#### Oise
Département de la Oise :
Libermont, 
Frétoy-le-Château, 
Campagne, 
Catigny, 
Sermaize, 
Beaurains-lès-Noyon, 
Noyon, 
Pont-l'Évêque.
Jonction avec le canal de Saint-Quentin.
Jonction avec le canal latéral à l'Oise.

## Projet de liaison Seine-Nord Europe
Bien que supérieur au gabarit Freycinet, celui du canal du Nord, conçu en 1913, qui ne permet pas le passage de péniches de plus de 900 tonnes, est inférieur à celui de la Seine et du canal latéral à l'Oise, au sud, et de la liaison Dunkerque-Escaut, au nord, aménagés pour des péniches de 2 000 tonnes. C'est pourquoi, la construction d'une nouvelle liaison à grand gabarit, le canal Seine-Nord Europe est en cours, avec une mise en service prévue à l'horizon 2030. Cette liaison remplacerait le canal du Nord pour lequel divers projets de reconversion touristique, de valorisation agricole et d'aménagements urbains sont envisagés.

## La rumeur d'Abbeville
En 2001, il y eut une crue mémorable de la Somme. À la suite de pluies continues et diluviennes, l’eau commença à monter le 27 mars 2001. Rapidement, une rumeur prit corps : il y avait un complot pour noyer Abbeville pour que Paris ne soit pas submergé par les eaux. Cette rumeur fut qualifiée d'absurde par la commission d'enquête du Sénat. Des transferts d'eau aussi importants étant techniquement impossibles par le canal entre deux bassins versants différents.

## Galerie de photographies

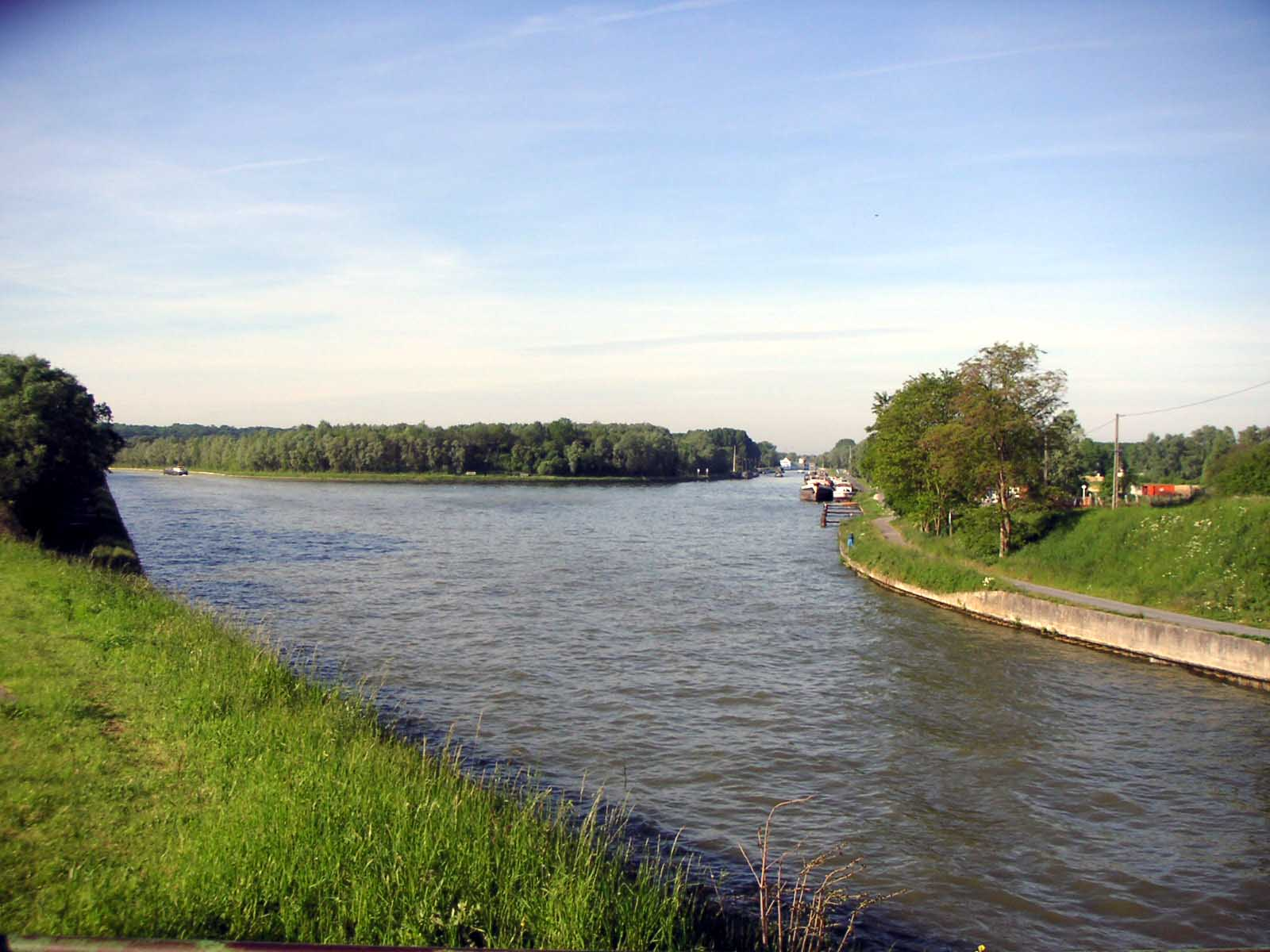
La jonction du canal du Nord et de la Sensée.
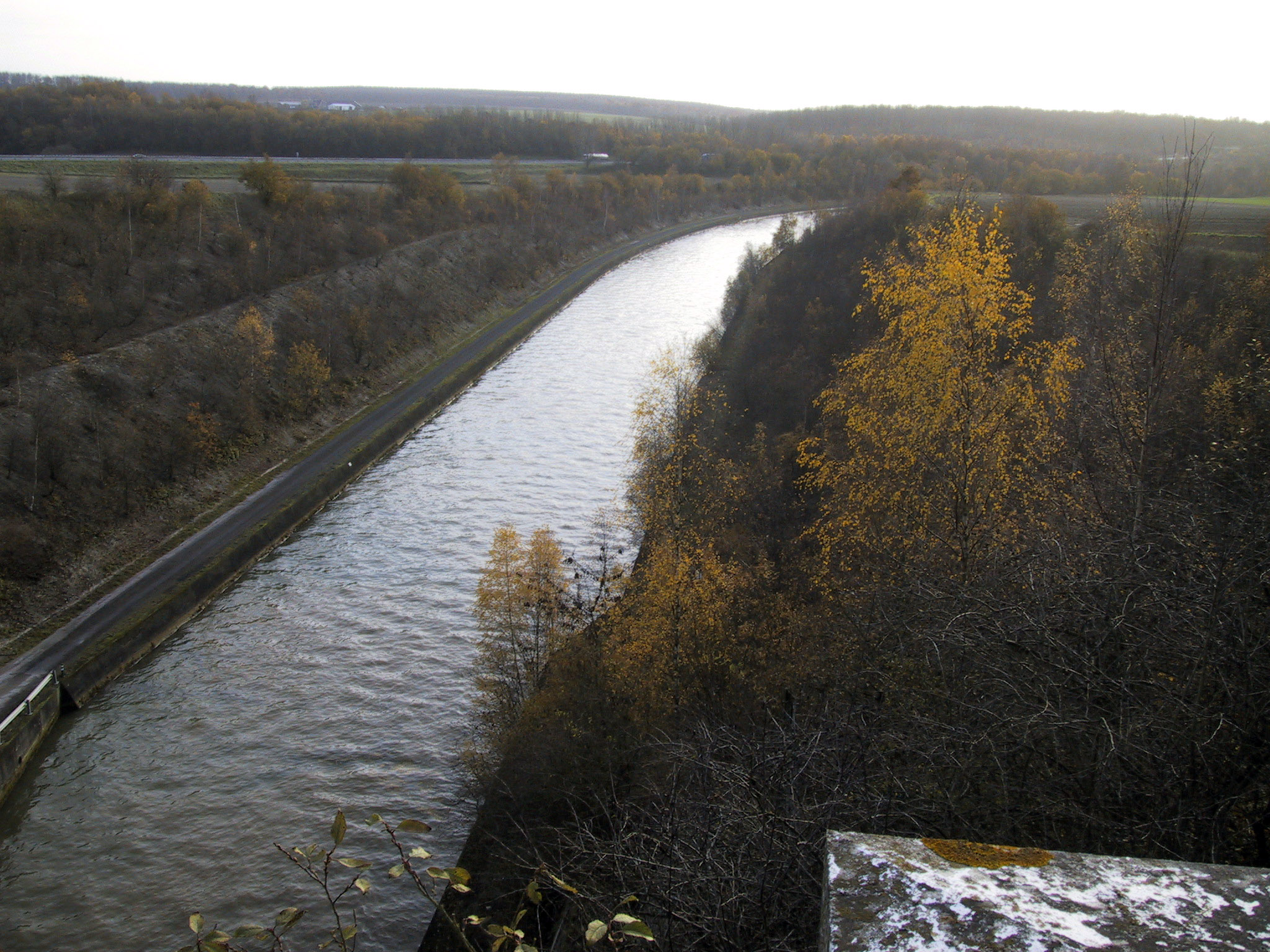
La tranchée du canal à Hermies.
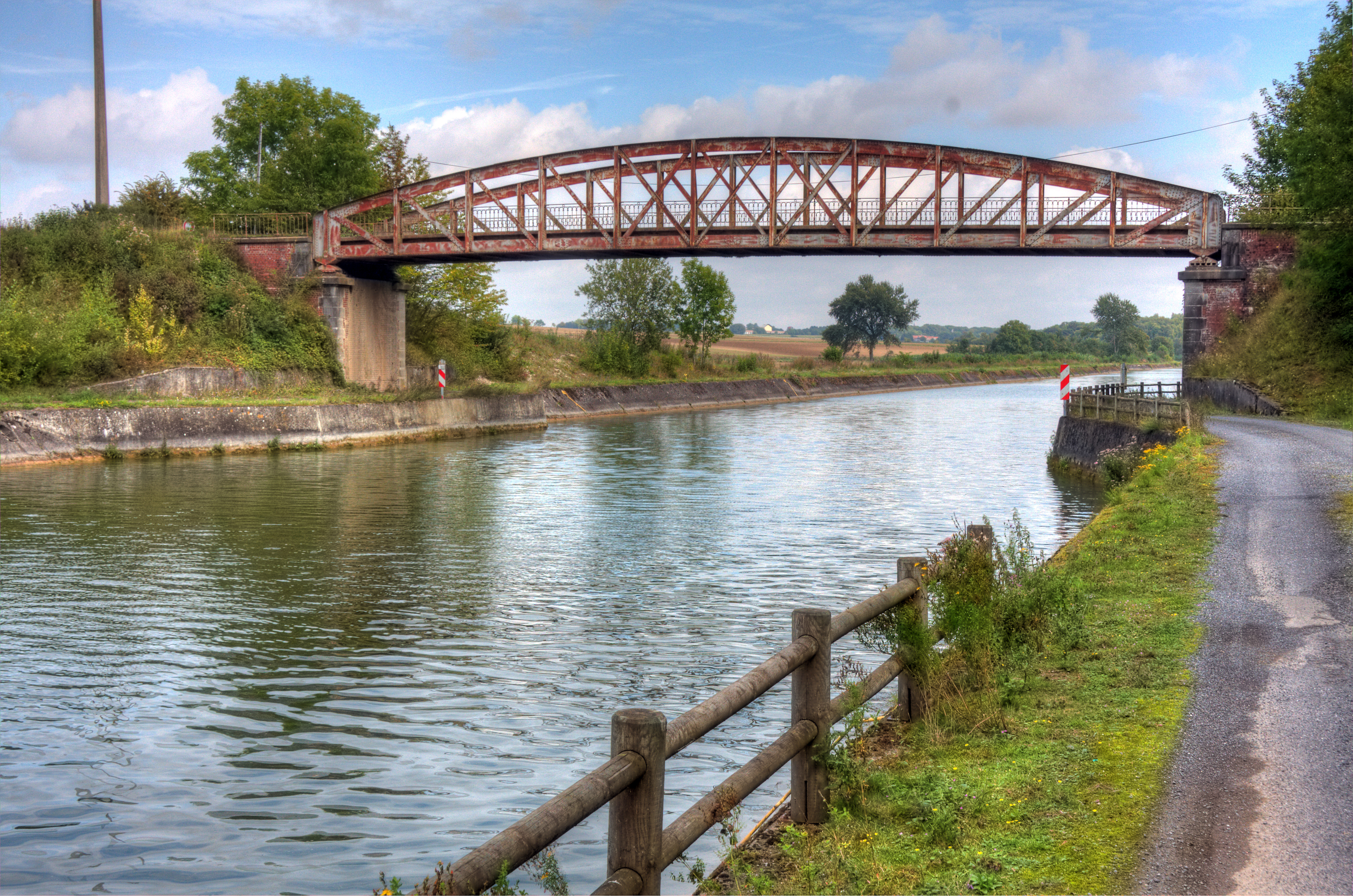
Un ouvrage de franchissement du canal à Hermies.
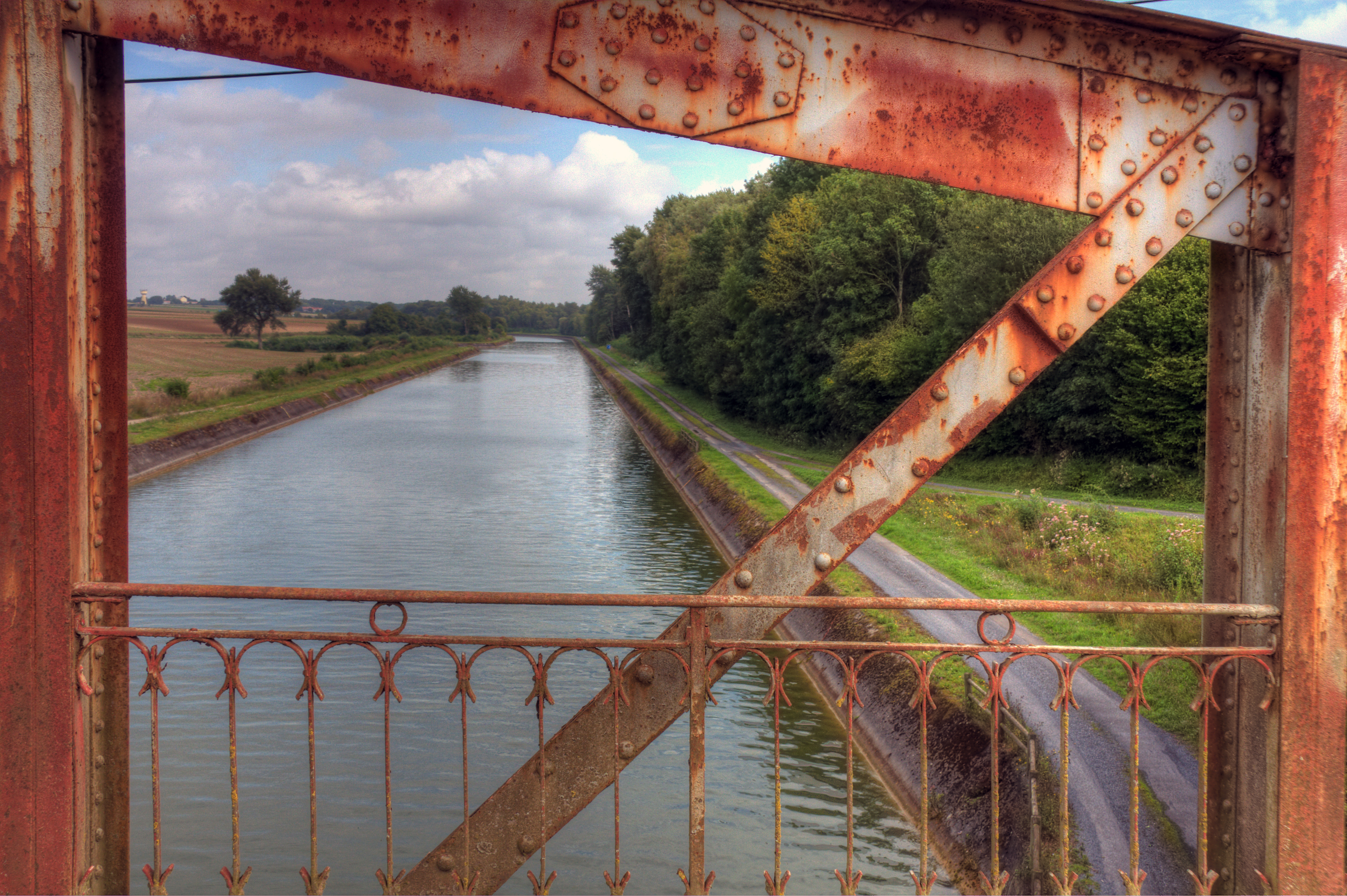
Le canal vu d'un ouvrage de franchissement à Hermies.
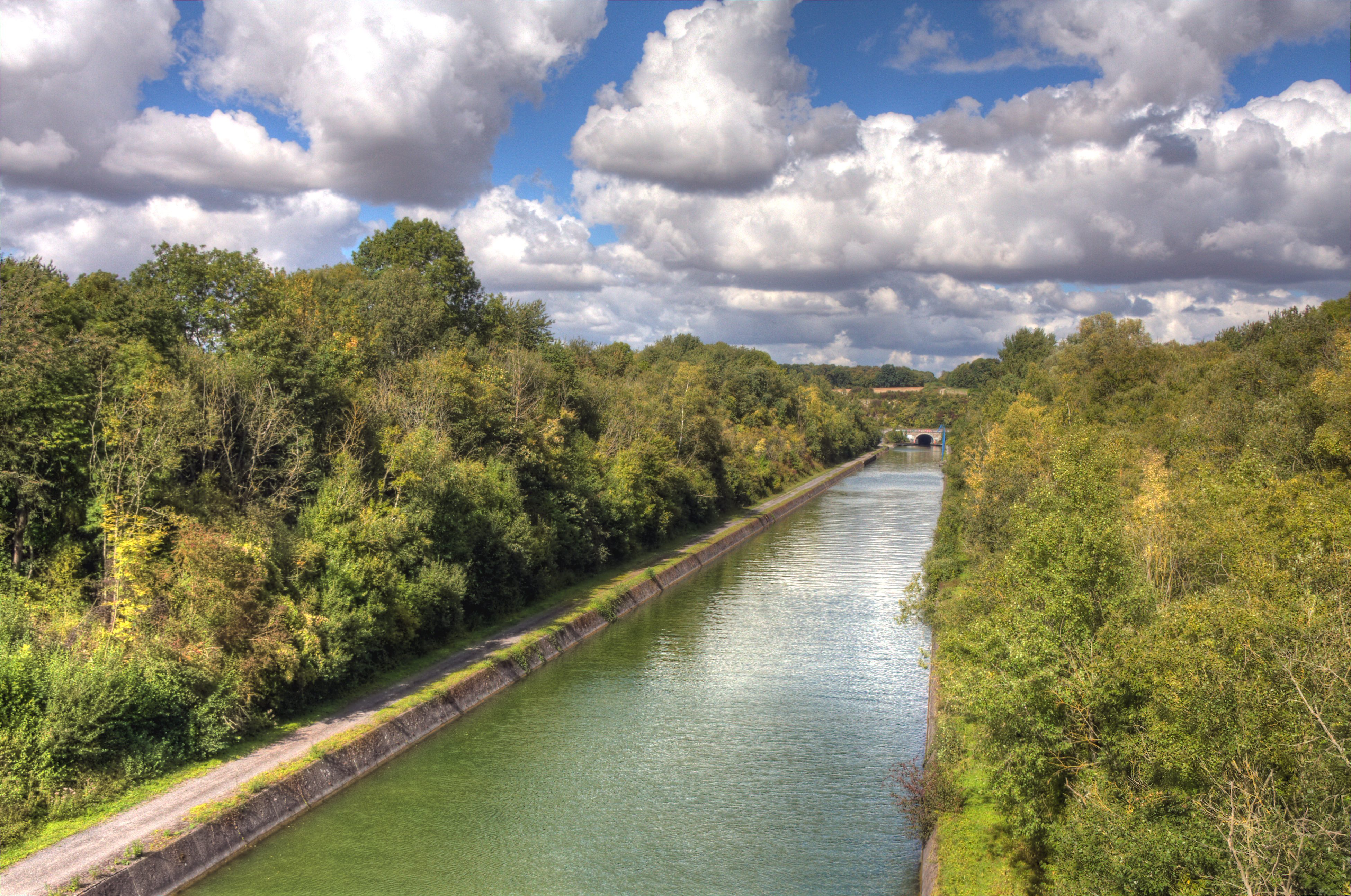
L'entrée du souterrain côté sud dans la Somme.
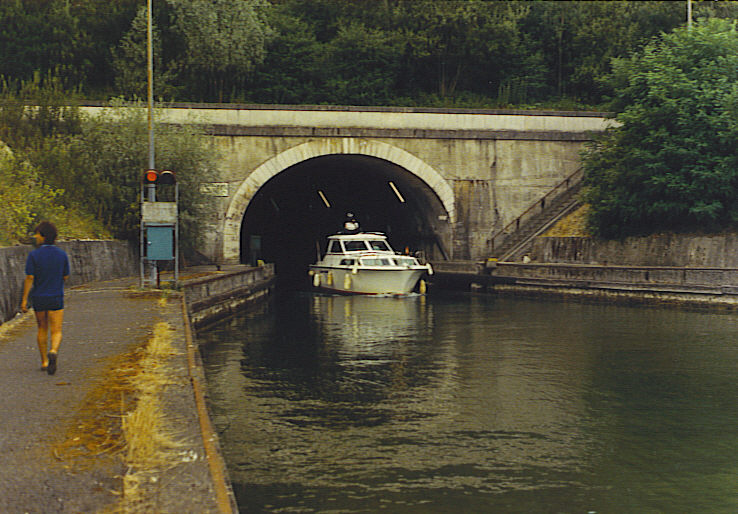
L'entrée du souterrain côté nord à Ruyaulcourt.
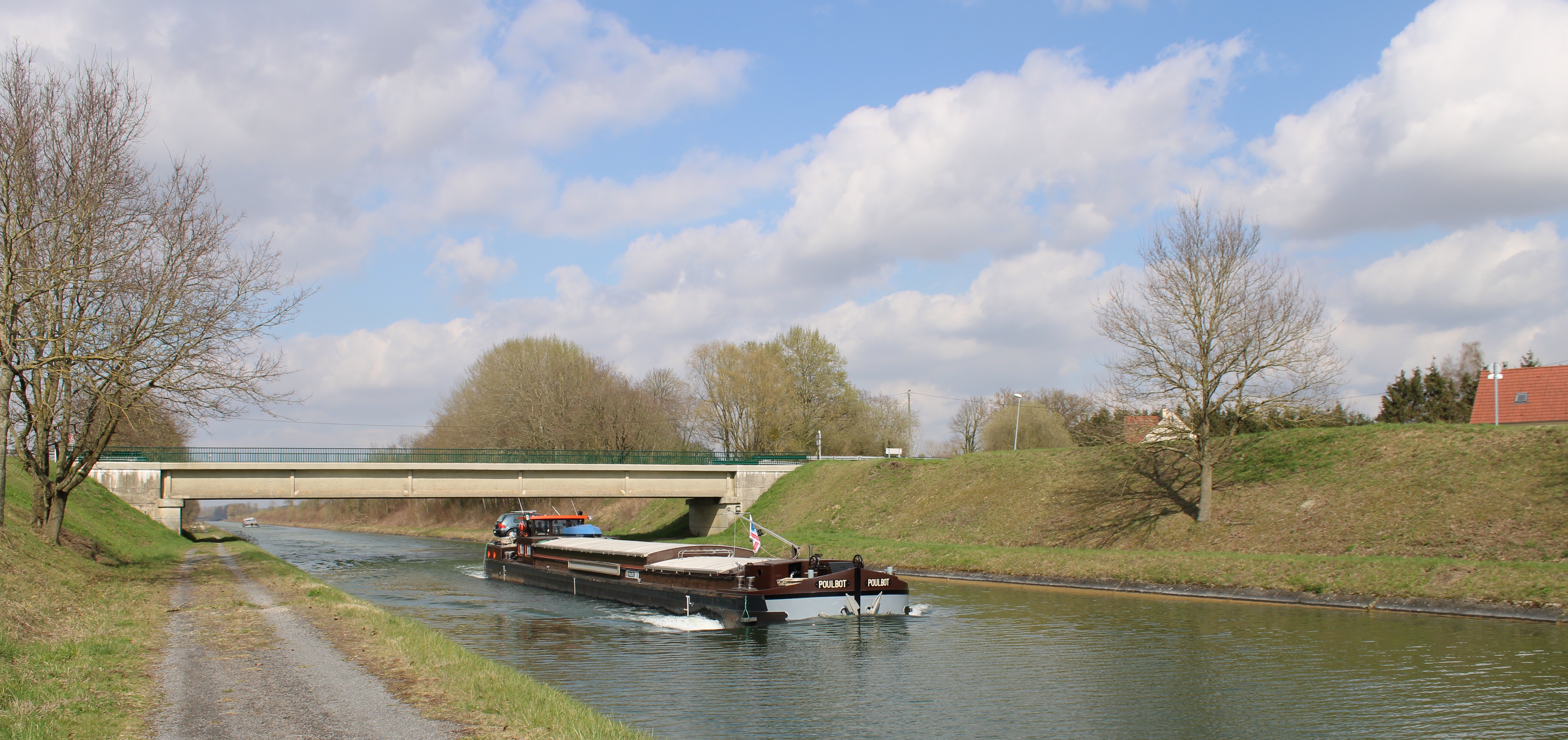
Péniche passant sous le pont de Libermont.